# Costituzione degli Ateniesi
La Costituzione degli Ateniesi (in greco antico Ἀθηναίων πολιτεία, Athēnàiōn polītèiā) è un'opera antica attribuita ad Aristotele e ai suoi allievi, che descrive il regime politico dell'antica Atene. Il trattato fu composto tra il 330 e il 322 a.C.

## Struttura

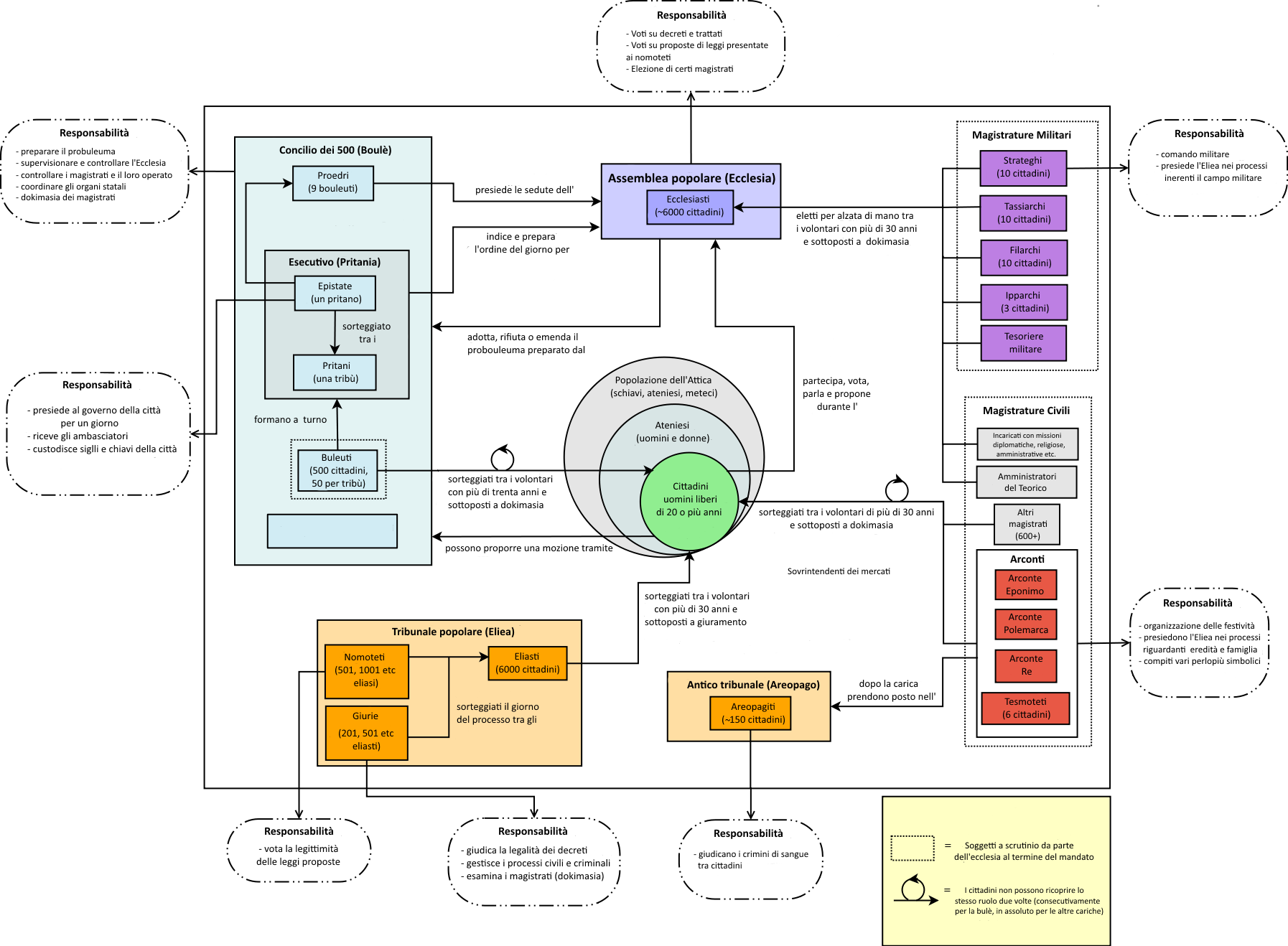
La costituzione ateniese così come descritta nell'opera

L'opera, per come la leggiamo oggi, si compone di due parti: la prima storico-istituzionale, dal capitolo I al capitolo XLI, tratta delle differenti evoluzioni della costituzione, dal processo degli Alcmeonidi fino al 403 a.C.; la seconda è descrittiva, le istituzioni della città, dalle condizioni di accesso alla cittadinanza, alle magistrature e ai tribunali. L'inizio del papiro è mutilo e, a quanto dato ricostruire da citazioni indirette, sembra che Aristotele partisse dal sinecismo di Teseo, anche se la trattazione per noi inizia con il processo ai seguaci di Cilone, passando a trattare la costituzione pre-draconiana (cap. 3), i risultati della riforma di Dracone (4-5), Solone con ampie citazioni dalle sue elegie, la tirannide di Pisistrato e dei suoi figli (6-19), Clistene (21), le riforme fino alla restaurazione di Trasibulo, con resoconti spesso divergenti rispetto a Senofonte, anche in chiave molto moderata.
Con il cap. 41, come detto, dopo aver ricordato che i mutamenti costituzionali erano stati 11 dal tempo di Ione, si passa ad analizzare nel dettaglio il governo ateniese, laddove "politeia" non indica una costituzione scritta, ma, seguendo il significato platonico, "ordinamento del governo", con una notevole digressione sugli arconti.
L'opera si conclude bruscamente al cap. 69, con la descrizione delle modalità dello scrutinio pubblico.

## Storia della tradizione

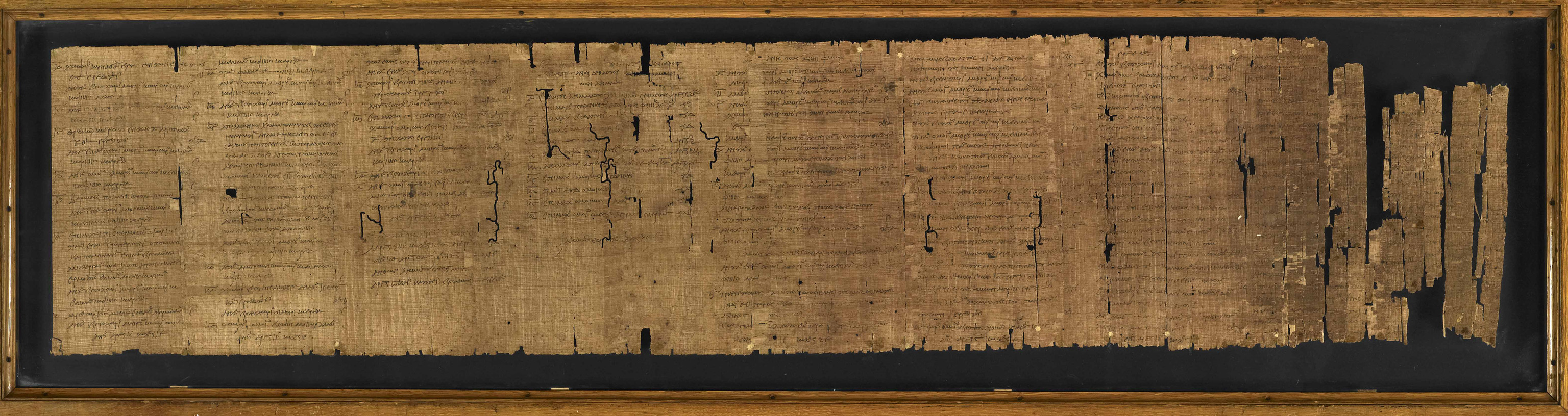
Il Papiro CXXXI della British Library, con la Costituzione degli Ateniesi

Il testo fu rinvenuto nel 1879 in Egitto, nella regione di Ermopoli, su due papiri: il primo (Berolinensis 163), contenente solo pochi frammenti, fu acquistato dal Museo Egizio di Berlino, e pubblicato nel 1880 da Friedrich Blass; il secondo (Londiniensis 131), comprato nel 1889 dal British Museum, identificato nel 1890 da Frederic George Kenyon, che lo attribuì senza dubbi allo Stagirita, pubblicando l'editio princeps nel 1891, mutila al principio e alla fine.
Alcuni autori antichi, infatti, come Diogene Laerzio testimoniano che il filosofo greco fece raccogliere dai suoi allievi ben 158 costituzioni delle città greche, tra cui una costituzione di Atene che, data l'importanza della città, è presumibile abbia redatto egli stesso, basandosi su Androzione.
Sulla base della notizia laerziana nacque ben presto una polemica sulla paternità dell'opera, che dura ancora oggi: mentre per la maggior parte dei commentatori l'opera è di Aristotele, alcuni, sottolineando le numerose discrepanze e i passi contraddittori fra loro con anacronismi talora macroscopici, ne attribuiscono la stesura a un lavoro collettivo del Peripato.